# Gyula Kállai
Gyula Kállai (ur. 1 czerwca 1910 w Berettyóújfalu, zm. 12 marca 1996 w Budapeszcie) – węgierski działacz komunistyczny.
W 1931 wstąpił do Komunistycznej Partii Węgier. Był ministrem: spraw zagranicznych (1949–1951), kultury (1956–1958) i stanu (1958–1960). W latach 1967–1971 zajmował stanowisko przewodniczącego Zgromadzenia Narodowego. Od 1960 do 1965 pełnił funkcję wicepremiera, a od 1965 do 1967 premiera Węgier.